# 以色列·加利利
以色列·加利利（希伯來語：‎；1911年2月10日-1986年2月8日）是一名以色列政治人物、政府部长和议员。他曾在以色列于1948年独立前，担任哈加拿的参谋长。

## 生平
以色列·别尔琴科（后改姓为加利利）出生于俄罗斯帝国的布拉伊洛夫镇（今属乌克兰）。他三岁时全家移民到巴勒斯坦，定居在特拉维夫。他就在这座城市里一边上学，一边给印刷厂当学徒。

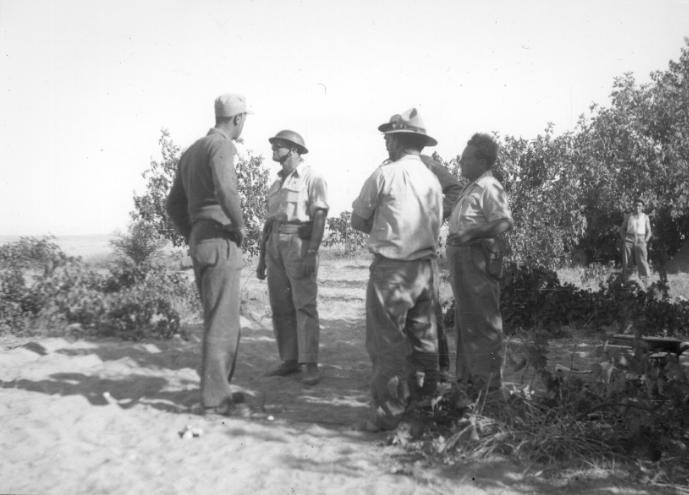
约押行动期间，加利利与其他司令官会面

加利利是青年组织劳动青年的创始人。他还建立起了名为纳安的基布兹，后来，他在这里度过了余生。

## 军事生涯
加利利于1927年加入哈加拿。1935年，他被任命为领导委员会成员，后被派去管理采购和军备。第二次世界大战期间，他参与了反抗德国入侵巴勒斯坦的准备工作。1946年，他被任命为哈加拿的参谋长，并担任该职务直到1946年，因“将军起义”事件被戴维·本-古里安罢免。

## 政治生涯
加利利在1949年议会选举中胜选，成为了以色列的议员。他总共历任了7届议会，担任了24年的议员（1949年-1951年、1955年-1957年）。在议会中，他首先代表马帕姆党，接着分裂出来组建劳工联盟，后来又并入了同盟。他曾短暂地担任情报部长，又在几届政府中任过不管部长，还是果尔达·梅厄总理的政府阁员和高级顾问。他还是外交事务和国防委员会，以及部长级定居委员会的成员。
自称是前摩萨德谍报人员的维克托·奥斯特罗夫斯基，在其著作《以欺骗的方式》中声称，加利利与比他大13岁的果尔达·梅厄有过一段漫长的恋情。